# Pirografia

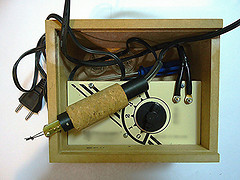
Un pirografo con trasformatore

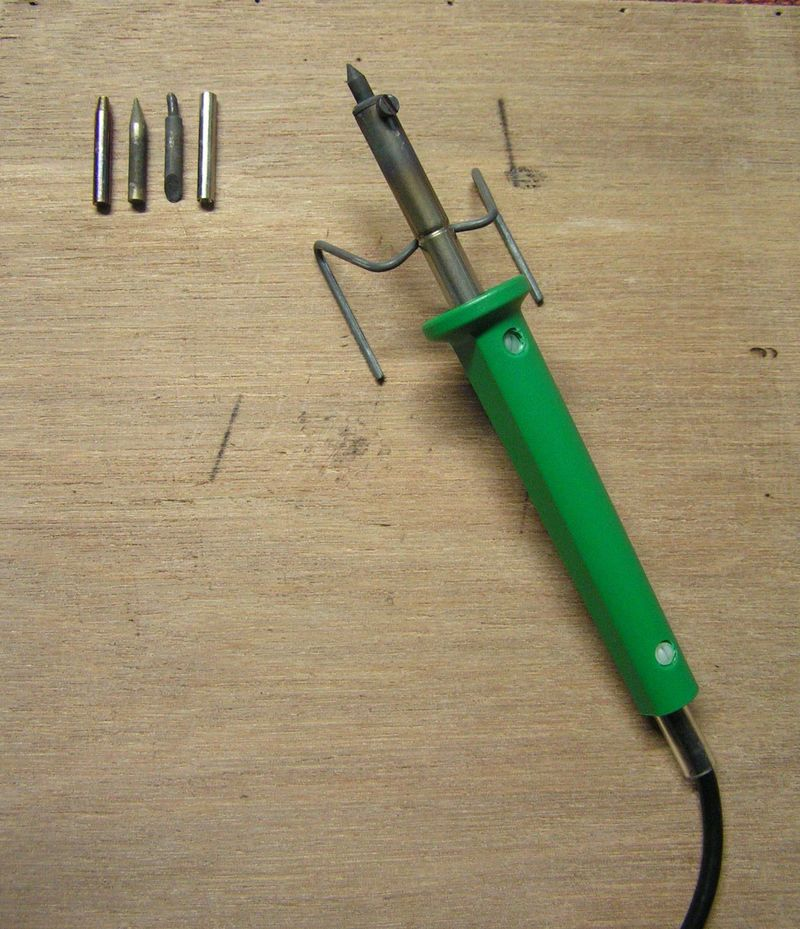
Un pirografo con vari tipi di punte

La pirografia (dal greco antico: "scrittura col fuoco") è una tecnica d'incisione, per mezzo di una fonte di calore, su legno, cuoio, sughero o altra superficie.

## Descrizione
Praticata già in passato usando punte di ferro arroventato, oggi sono adoperati accessori di platino o nichel-cromo surriscaldati. I moderni pirografi sono trasformatori elettrici che convertono la corrente elettrica di rete in corrente di bassa tensione: ad essi, tramite cavetto elettrico, è collegata una sorta di penna con, alla sua estremità, una piccola cannuccia su cui s'innesta una punta intercambiabile munita di filamento. È altresì possibile l'utilizzo di un comune saldatore per la saldatura a stagno, vista però la sua natura è leggermente meno maneggevole rispetto ad un vero pirografo.
Detta punta, dalle forme più varie e variamente invasive, resa incandescente dalla corrente, bruciando incide il legno e lo segna permanentemente.
Proprio come si può fare con una normale matita da disegno, anche con il pirografo, a seconda della forma della punta, dell'inclinazione durante l'uso e della pressione esercitata, è possibile modificare la linea di bruciatura compiuta (altro è invece l'uso di carta abrasiva per cancellare la traccia su legno - ma non su cuoio, ad esempio, ulteriore superficie pirografabile).